# Miłostki (album)
Miłostki – debiutancka EP-ka polskiej piosenkarki i influencerki Julii Żugaj, wydana 14 października 2022 roku.
Wydanie uzyskało status złotej płyty (2023). Album dotarł do pierwszego miejsca polskiej listy sprzedaży – OLiS.

## Lista utworów
Opracowano na podstawie materiału źródłowego.
1. „W 7 Niebie”
2. „Wiosenny Bez”
3. „Miłostki”
4. „Letni Sen”
5. „Nie sądzę”
6. „Los”

## Notowania

### Listy tygodniowe
| Kraj   | Lista                  | Pozycja |
| ------ | ---------------------- | ------- |
| Polska | OLiS – albumy          | 25      |
| Polska | OLiS – albumy fizyczne | 10      |

## Certyfikaty i sprzedaż
| Kraj          | Ceryfikat   | Sprzedaż | Data           |
| ------------- | ----------- | -------- | -------------- |
| Polska (ZPAV) | złota płyta | 15 000+  | 11 lutego 2023 |